# دوغ هوستون
دوغ هوستون (بالإنجليزية: Doug Houston)‏ (13 أبريل 1943 بغلاسكو في المملكة المتحدة - ) هو مدرب كرة قدم ولاعب كرة قدم بريطاني في مركز الوسط. لعب مع دندي يونايتد وسانت جونستون ونادي دندي ونادي رينجرز ونادي كوينز بارك.